# Izumisano
Izumisano (jap. 泉佐野市, -shi) ist eine Stadt in der Präfektur Osaka in Japan.

## Geographie
Izumisano liegt südlich von Osaka und Sakai.
Der nördliche Teil der künstlichen Insel, die den Flughafen Kansai beherbergt, gehört zu Izumisano.

## Geschichte
Die kreisangehörige Stadt (-chō) Sano wurde am 1. April 1948 zur kreisfreien Stadt (-shi) ernannt. Am gleichen Tag wurde dem Städtenamen zur Unterscheidung der Provinzname Izumi vorangestellt, denn in der Präfektur Tochigi/Provinz Shimotsuke gab es bereits seit 1943 eine Stadt Sano-shi.

## Verkehr

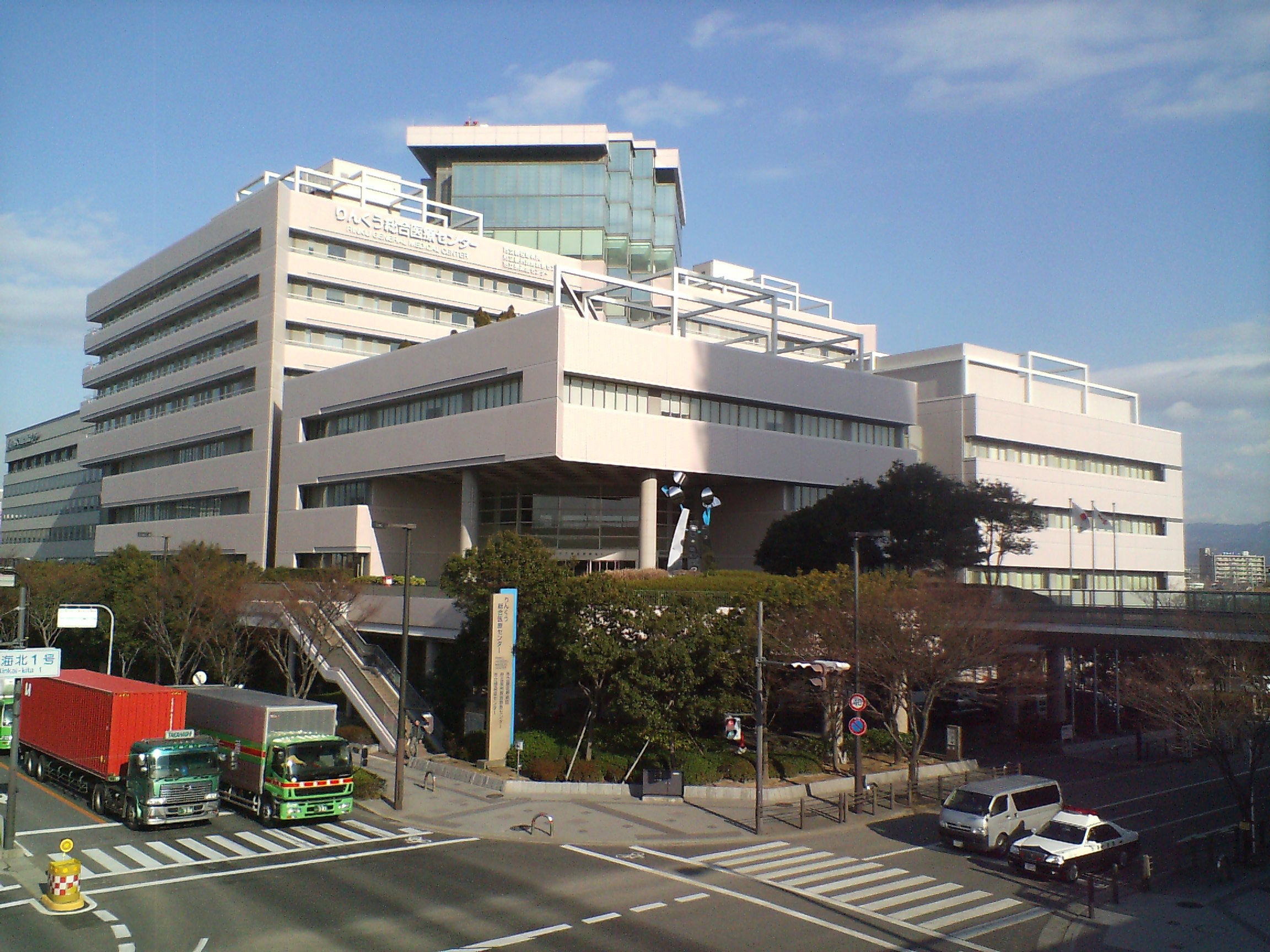
Rinku General Medical Center Izumisano Krankenhaus

- Flughafen Kansai

- Zug:
  - Nankai-Hauptlinie
  - JR Hanwa-Linie

- Straße:
  - Hannan-Autobahn
  - Nationalstraße 26,170,481

## Angrenzende Städte und Gemeinden
- Präfektur Osaka
  - Sennan
  - Kaizuka
  - Kumatori
  - Tajiri
- Präfektur Wakayama
  - Kinokawa

## Persönlichkeiten

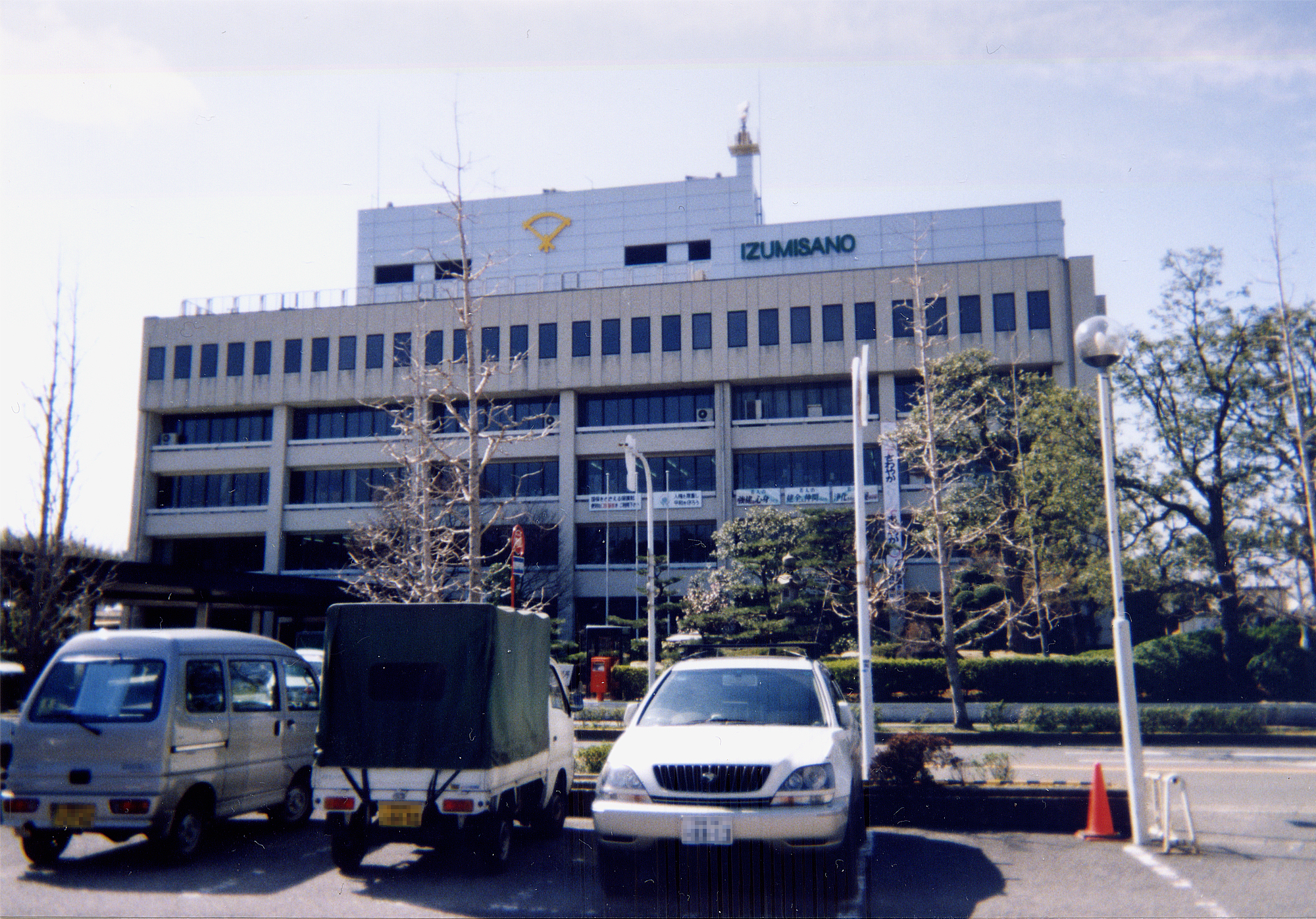
Rathaus von Izumisano

- Fumitaka Kitatani (* 1995), Fußballspieler
- Takumi Minamino (* 1995), Fußballspieler